# Szczecin Open
Lo Szczecin Open, noto anche come Pekao Szczecin Open per ragioni di sponsorizzazione, è un torneo professionistico maschile di tennis che fa parte dell'ATP Challenger Tour. Si gioca annualmente sui campi in terra rossa del Wojska Polskiego a Stettino in Polonia. Inaugurato nel 1993 come evento del circuito Satellite, il primo torneo Challenger si è svolto nel 1996.
È uno degli eventi tennistici più importanti di Polonia e ha vinto il premio ATP per il torneo Challenger dell'anno nel 2016 e nel 2019.
La coppia formata da Mariusz Fyrstenberg e Marcin Matkowski condivide il primato nel doppio insieme a Dustin Brown  con tre trofei.

## Albo d'oro

### Legenda
| Challenger |
| Satellite  |

### Singolare
| Anno       | Campione             | Finalista                   | Punteggio        |
| ---------- | -------------------- | --------------------------- | ---------------- |
| 2024       | Vít Kopřiva          | Andrea Pellegrino           | 7–5, 6–2         |
| 2023       | Federico Coria       | Vít Kopřiva                 | 6–1, 7–6(4)      |
| 2022       | Corentin Moutet      | Dennis Novak                | 6–2, 6(5)–7, 6–4 |
| 2021       | Zdeněk Kolář         | Kamil Majchrzak             | 7–6(4), 7–5      |
| 2022- 2021 | Non disputato        | Non disputato               | Non disputato    |
| 2019       | Jozef Kovalík        | Guido Andreozzi             | 6(5)–7, 6–2, 6–4 |
| 2018       | Guido Andreozzi      | Alejandro Davidovich Fokina | 6–4, 4–6, 6–3    |
| 2017       | Richard Gasquet      | Florian Mayer               | 7–6(3), 7–6(4)   |
| 2016       | Alessandro Giannessi | Dustin Brown                | 6–2, 6–3         |
| 2015       | Jan-Lennard Struff   | Artem Smyrnov               | 6–4, 6–3         |
| 2014       | Dustin Brown         | Jan-Lennard Struff          | 6–4, 6–3         |
| 2013       | Oleksandr Nedovjesov | Pere Riba                   | 6–2, 7–5         |
| 2012       | Victor Hănescu       | Íñigo Cervantes             | 6–4, 7–5         |
| 2011       | Rui Machado          | Éric Prodon                 | 2–6, 7–5, 6–2    |
| 2010       | Pablo Cuevas         | Igor' Andreev               | 6–1, 6–1         |
| 2009       | Evgenij Korolëv      | Florent Serra               | 6–4, 6–3         |
| 2008       | Florent Serra        | Albert Montañés             | 6–4, 6–3         |
| 2007       | Sergio Roitman       | Ivo Minář                   | 6–2, 7–5         |
| 2006       | Nicolás Lapentti     | Bohdan Ulihrach             | 3–6, 6–3, 6–3    |
| 2005       | Agustín Calleri      | Alberto Martín              | 4–6, 6–2, 6–4    |
| 2004       | Edgardo Massa        | David Sánchez               | 6–2, 6–2         |
| 2003       | Nicolás Massú        | Albert Portas               | 6–4, 6–3         |
| 2002       | Nikolaj Davydenko    | David Sánchez               | 6–3, 6–3         |
| 2001       | Juan Ignacio Chela   | Nicolas Coutelot            | 6–1, 6–3         |
| 2000       | Bohdan Ulihrach      | Alberto Martín              | 6–0, 6– 2        |
| 1999       | Andreas Vinciguerra  | Juan Antonio Marín          | 6–2, 6–4         |
| 1998       | Younes El Aynaoui    | Jens Knippschild            | 6–3, 6–4         |
| 1997       | Richard Fromberg     | Nicolás Lapentti            | 6–7, 6–4, 6–1    |
| 1996       | Jimy Szymanski       | Nuno Marques                | 2–6, 6–3, 6–3    |
| 1995       | Patrick Mohr         | Federico Lusin              | 2–6, 6–1, 6–2    |
| 1994       | Reinhard Wawra       | Armand Strombach            | 3–6, 6–2, 7–6    |
| 1993       | Bartłomiej Dąbrowski | Pavel Vízner                | 6–7, 6–2, 6–3    |

### Doppio
| Anno       | Campioni                                     | Finalisti                                | Punteggio              |
| ---------- | -------------------------------------------- | ---------------------------------------- | ---------------------- |
| 2024       | Guido Andreozzi (2) Théo Arribagé            | Ryan Seggerman Szymon Walków             | 6–2, 6–1               |
| 2023       | Andrew Paulson Vitaliy Sachko                | Zdeněk Kolář Sergio Martos Gornés        | 6–1, 7–6(6)            |
| 2022       | Dustin Brown (3) Andrea Vavassori            | Roman Jebavý Adam Pavlásek               | 6–4, 5–7, [10–8]       |
| 2021       | Santiago González Andrés Molteni (2)         | André Göransson Nathaniel Lammons        | 2–6, 6–2, [15–13]      |
| 2022- 2021 | Non disputato                                | Non disputato                            | Non disputato          |
| 2019       | Guido Andreozzi (1) Andrés Molteni (1)       | Matwé Middelkoop Hans Podlipnik-Castillo | 6–4, 6–3               |
| 2018       | Karol Drzewiecki Filip Polášek               | Guido Andreozzi Guillermo Durán          | 6–3, 6–4               |
| 2017       | Wesley Koolhof Artem Sitak                   | Aljaksandr Bury Andreas Siljeström       | 6–1, 7–5               |
| 2016       | Andre Begemann (2) Aljaksandr Bury           | Johan Brunström Andreas Siljeström       | 7–6(2), 6(7)–7, [10–4] |
| 2015       | Tristan Lamasine Fabrice Martin              | Federico Gaio Alessandro Giannessi       | 6–3, 7–6(4)            |
| 2014       | Dustin Brown (2) Jan-Lennard Struff          | Tomasz Bednarek Igor Zelenay             | 6–2, 6–4               |
| 2013       | Ken Skupski Neal Skupski                     | Andrea Arnaboldi Alessandro Giannessi    | 6–4, 1–6, [10–7]       |
| 2012       | Andre Begemann (1) Martin Emmrich            | Tomasz Bednarek Mateusz Kowalczyk        | 3–6, 6–1, [10–3]       |
| 2011       | Marcin Gawron Andriej Kapaś                  | Andrej Golubev Jurij Ščukin              | 6–3, 6–4               |
| 2010       | Dustin Brown (1) Rogier Wassen               | Rameez Junaid Philipp Marx               | 6–4, 7–5               |
| 2009       | Tomasz Bednarek Mateusz Kowalczyk            | Aleksandr Dolhopolov Artem Smyrnov       | 6–3, 6–4               |
| 2008       | David Marrero Dawid Olejniczak               | Łukasz Kubot Oliver Marach               | 7–6(4), 6–3            |
| 2007       | Tomas Behrend (2) Christopher Kas (2)        | Juan Pablo Brzezicki Juan Pablo Guzmán   | 6–0, 5–7, [10–8]       |
| 2006       | Tomas Behrend (1) Christopher Kas (1)        | Tomasz Bednarek Marcin Matkowski         | 6–1, 3–6, [10–4]       |
| 2005       | Mariusz Fyrstenberg (3) Marcin Matkowski (3) | Agustín Calleri Sebastián Prieto         | 6–2, 6–4               |
| 2004       | Lucas Arnold Ker Mariano Hood                | Óscar Hernández Alberto Martín           | 6–0, 6–4               |
| 2003       | Mariusz Fyrstenberg (2) Marcin Matkowski (2) | David Škoch Jaroslav Levinský            | 6–1, 7–5               |
| 2002       | José Acasuso Andrés Schneiter                | Leoš Friedl David Škoch                  | 6–4, 7–5               |
| 2001       | Mariusz Fyrstenberg (1) Marcin Matkowski (1) | Juan Ignacio Carrasco Álex López Morón   | 6–4, 7–6(2)            |
| 2000       | Alberto Martín Eyal Ran                      | Mariano Hood Martín Rodríguez            | 7–6(2), 6(5)–7, 6–2    |
| 1999       | Aleksandar Kitinov Jack Waite                | Guillermo Cañas Martín García            | 6–1, 5–7, 6–4          |
| 1998       | Orlin Stanojčev Radomír Vašek                | Massimo Ardinghi Álex López Morón        | 7–6, 3–6, 6–4          |
| 1997       | Tom Kempers Daniel Orsanic                   | Cristian Brandi Filippo Messori          | 6–3, 7–5               |
| 1996       | Tom Vanhoudt Fernon Wibier                   | Emanuel Couto Nuno Marques               | 6–1, 6–1               |
| 1995       | Martin Dvoracek Ota Fukárek                  | Roland Burtscher Patrick Mohr            | 6–4, 6–4               |
| 1994       | Arnd Caspari Jorg Schors                     | Alistair Hunt Filippo Veglio             | 6–1, 6–3               |
| 1993       | Rene Hanak Tomáš Krupa                       | Robert Eriksson Oliver Gross             | 6–1, 6–0               |